# 美國情緣
《美國情緣》（英語：Serendipity）是一部2001年浪漫喜剧，由約翰·庫薩克和凱特·貝琴薩擔任主角。電影由 Marc Klein 進行劇本創作，彼得·卓森擔任導演。亚伦·史维斯查為電影背景音樂譜曲。

## 劇情
劇中開頭為1990年的聖誕節時的紐約市，男主角崔·強納森（約翰·庫薩克飾）和女主角莎拉·湯瑪斯（凱特·貝琴薩飾）因為在布魯明黛百貨公司專櫃共同買最後一雙羊毛手套而互相認識。雖然各有男女朋友，但是強納森跟莎拉對彼此有很強烈的好感，最終兩人一起在奇緣3餐廳吃冰淇淋並互相道別。但又因為兩人意識到自己忘東西在餐廳便返回餐廳因而重新會面。
莎拉認為這是命運的安排，于是和強納森在中央公園的沃爾曼溜冰場一起溜冰。強納森希望互相交換姓名和電話號碼。莎拉将其寫在了一张紙條上但紙條隨即被風吹走。由於相信這也是命運的安排，莎拉拒絕再寫一張，而改要求強納森在一張5元鈔票寫上自己的姓名和電話號碼並將其花掉，而她寫她的名字和電話號碼在《爱在瘟疫蔓延時》一書的封面內頁並將其賣給舊書攤。如果他們注定要在一起，他會發現這本書，而她會發現5元鈔票，他們會找到方法聯繫對方。但強納森並不滿意，所以他們進入一間28層的華爾道夫酒店，並進入不同的電梯，看他們是否都選擇了同一樓層。且兩人都各拿了一隻手套，他們兩人都選擇了23樓，但因為电梯中的小孩调皮按下所有楼层按钮，導致兩人没有在同一楼层再次相遇。
幾年後，強納森和他的未婚妻哈雷·布坎南訂婚。就在同一天莎拉回家後其男友著名音樂人拉爾斯·哈蒙德向她求婚。由於兩人發現自己對婚姻臨陣退縮所以決定返回紐約企圖找到彼此。
強納森透過手套內遺留的發票試圖找到莎拉。最終在他最好的朋友和銷售員的幫助下，喬納森最終找到她曾住過的地址。經過進一步的追查，強納森和朋友找到當初幫莎拉租屋的公司地址其位於當初約會的奇緣3旁，卻發現該公司已經搬遷且它現在是一家婚紗店。強納森認為這是徵兆告訴他應該停止尋找莎拉並回去參加婚禮預演以準備第二天的婚禮。
同一時間，莎拉和她最好的朋友夏娃在平安夜到達紐約，並重新參觀了她當初的約會地點，希望能與強納森重逢。為了慶祝朋友夏娃的生日，莎拉和夏娃在奇緣3裡用餐。夏娃在拿找錢的時候剛好拿到了當初有男主角姓名和電話號碼的5元鈔票。隨後在華爾道夫酒店夏娃碰到老朋友哈雷要在那結婚。哈雷邀請夏娃和莎拉參加其婚禮，由於莎拉沒有發現到其新郎便是強納森所以便拒絕並回到她的酒店房間，在那裡她發現未婚夫拉斯跟著她到紐約並睡在門口。在與拉斯閒晃後莎拉決定解除她與拉斯的訂婚。
在強納森結束婚禮預演之後，哈雷送喬納森一本《愛在瘟疫蔓延時》作為結婚禮物。而裡面正寫著莎拉的姓名和電話號碼，他立刻和朋友出發找到她家。當他到達她家時，他看到了莎拉的妹妹卡羅琳在屋裡面與她的丈夫親密相處。強納森以為那便是莎拉從而感覺自己的愚蠢並決定回家準備自己的婚禮。
在莎拉決定不參加婚禮並準備回家時，她在飛機上發現誤拿到夏娃的錢包。當她支付耳機費用時，她發現了她交給空姐的5元鈔票是強納森幾年前寫的那一張。她立刻下飛機並找到他家。當她到他家時，他的鄰居告訴她他已經準備要結婚。她立即趕到酒店卻只看到一個人在清理現場從而認為婚禮已經結束，當她流淚並轉身離開時，清理的男子告訴她婚禮已被取消，她離開以後決定回到公園去拿回遺留在公園裡的外套。
婚禮取消後強納森在中央公園漫無目的地閒晃，坐在公園的長椅上而發現莎拉的外套，他躺在溜冰場上並回想起過往的一切。當雪花開始下降，另一隻手套落在他的胸前。當他抬頭時，他看到了多年不見的莎拉。两人眼含热泪，握手后正式向对方自我介绍，随后久久拥吻在一起。
影片結尾莎拉和強納森在布魯明黛百貨公司第一次見面的地方享受香檳以作為他們的結婚一週年紀念。

## 外部連結
- 官方网站
- 互联网电影数据库（IMDb）上《美國情緣》的资料（英文）
- Box Office Mojo上《Serendipity》的資料（英文）
- 爛番茄上《Serendipity》的資料（英文）
- Metacritic上《Serendipity》的資料（英文）